# Crocifisso della cattedrale di Massa Marittima
Il Crocifisso della cattedrale di Massa Marittima è un crocifisso ligneo dipinto conservato all'interno della cattedrale di San Cerbone a Massa Marittima, in provincia di Grosseto.
L'opera d'arte, in stile gotico, è collocata sotto una monofora, lungo il transetto, all'estremità posteriore della navata destra della chiesa a pianta basilicale.
Il crocifisso è un'opera trecentesca del pittore senese Segna di Bonaventura, dove si nota l'influenza di Giotto nella postura, ripresa dal crocifisso di Santa Maria Novella. La tavolozza invece, con colori tenui e sfumati, è tipica della scuola senese. Realizzato su fondo scuro e dorato, raffigura il Cristo crocifisso, con un'imponente aureola dorata di forma semicircolare attorno alla testa; i piedi appaiono collocati, nella parte inferiore, spostati verso la parte destra. Alle due estremità laterali, la croce continua in due propaggini rettangolari dal fondo dorato con i "dolenti", cioè la Vergine e san Giovanni evangelista, testimoni ella Crocefissione.